# Freda Dowie
Freda Mary Dowie (ur. 22 lipca 1928 w Carlisle, zm. 10 sierpnia 2019) – angielska aktorka filmowa i telewizyjna.

## Wybrana Filmografia
- 1955: ITV Television Playhouse – jako kelnerka
- 1976: Omen – jako zakonnica
- 1976: Ja, Klaudiusz – jako Sybilla
- 1988: Dalekie głosy, spokojne życie – jako Matka
- 1996: Więzy Miłości – jako stara właścicielka domu
- 2000: Jazon i Argonauci – jako Hera
- 2005: Delikatna – jako stara kobieta

## Nominacje
- 1988: Nominacja do Feniksa – Najlepsza europejska drugoplanowa aktorka roku za film Dalekie głosy, spokojne życie